# Klagenfurt am Wörthersee
Klagenfurt am Wörthersee (do 31 stycznia 2008 Klagenfurt; słoweń. Celovec ob Vrbskem Jezeru; pol. hist. Celowiec) – miasto statutarne w południowej Austrii, stolica kraju związkowego Karyntia oraz powiatu Klagenfurt-Land do którego jednak miasto nie należy. Liczy 104 332 mieszkańców (1 stycznia 2023). Jest to największe miasto Karyntii i szóste pod względem wielkości miasto Austrii.
Malownicze położenie Klagenfurtu am Wörthersee w terenie górzystym zainspirowało mieszkańców do zbudowania tam kompleksu dla sportowców i kadry narodowej Austrii. Ośrodek posiada starannie zaprojektowaną i wykonaną infrastrukturę. Tu również odbyły się dwa grupowe mecze reprezentacji Polski podczas Mistrzostw Europy w Piłce Nożnej 2008.

## Historia
Pierwsza wzmianka o mieście pochodzi z lat 1193-1199, gdzie wymieniane jest jako  Forum Chlagenvurth. Miejscowość znajdowała się nad brzegiem rzeki Glan i była często zalewana. W 1246 Klagenfurt lokowano ponownie w obecnej lokalizacji, w 1252 otrzymał on prawa miejskie. W 1514 miasto zostało strawione przez pożar. Cztery lata później ustanowiono je stolicą kraju związkowego, a z powodu braku pieniędzy na odbudowę cesarz Maksymilian I Habsburg podarował je właścicielom duchownym i świeckim, którzy sprawowali w nim władzę do 1848.
16 stycznia 1944 miasto zostało zbombardowane przez wojska amerykańskie, zniszczone zostało 65% zabudowy. Celem ataku była znajdująca się w centrum fabryka samolotów, która została jedynie nieznacznie uszkodzona.

## Atrakcje
- Wörthersee – najcieplejsze jezioro alpejskie,
- barokowa Katedra św. Piotra i Pawła
- zamek Mageregg,
- Minimundus – park miniatur,
- stadion Wörthersee Stadion – jedna z aren Euro 2008.

## Transport

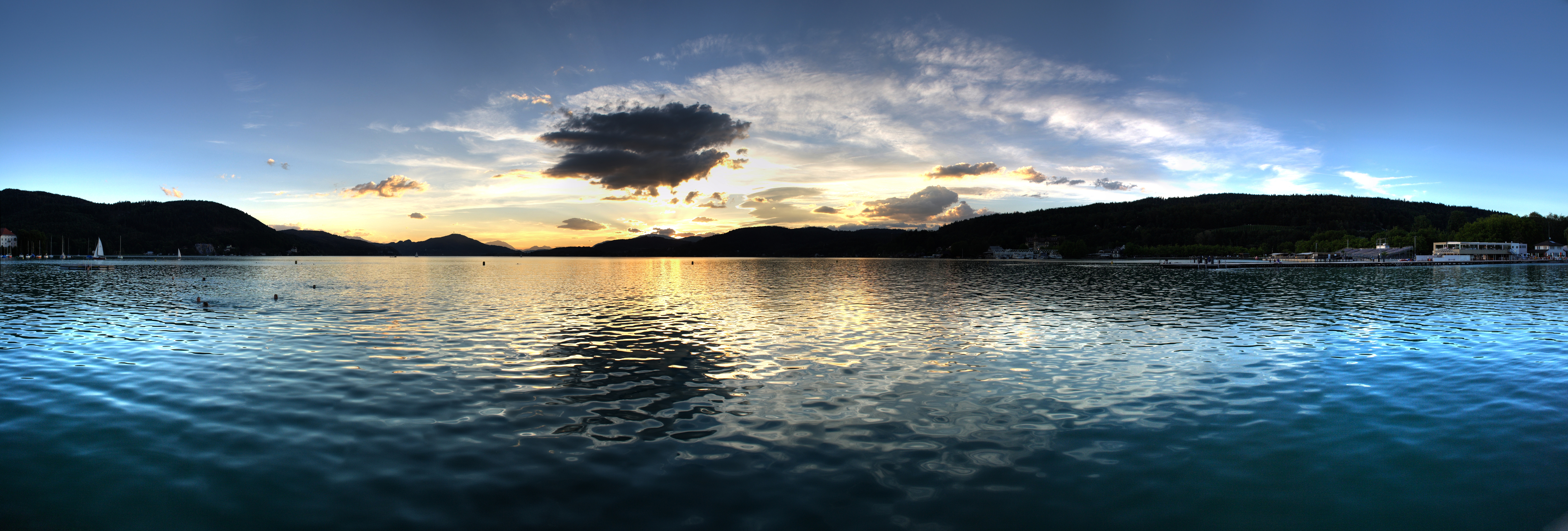
Wörthersee

W bliskiej okolicy Klagenfurtu am Wörthersee krzyżują się autostrada A2 i droga ekspresowa S37. Z miasta można dostać się do Lublany – oddalonej o 84 km – płatną droga krajową B92.
Z powodu słabo rozwiniętego publicznego transportu zbiorowego w mieście natężenie ruchu ulicznego jest bardzo wysokie (współczynnik motoryzacji wynosił w 2006 r. 566 samochodów osobowych na 1000 mieszkańców i był jednym z najwyższych w Austrii). W latach 60. Klagenfurt było miastem przyjaznym dla aut z powodu szerokich ulic i wielu autostrad. W późniejszym czasie powszechnością stały się korki uliczne. Miasto posiada własny międzynarodowy port lotniczy Klagenfurt – jeden z czterech najważniejszych w Austrii.
W mieście znajduje się główny dworzec kolejowy Klagenfurt Hauptbahnhof oraz stacje Klagenfurt Annabichl, Klagenfurt Ostbahnhof, Klagenfurt Viktring, Klagenfurt Lend oraz Klagenfurt Ebenthal.

## Gospodarka
Klagenfurt am Wörthersee jest gospodarczym centrum Karyntii. W maju 2001 zatrudnionych było tutaj 63618 pracowników w 6184 przedsiębiorstwach; 33 z tych przedsiębiorstw zatrudnia więcej niż 200 pracowników. Głównymi sektorami są tu przemysł lekki oraz turystyka. W mieście wydawanych jest wiele gazet: „Kärntner Krone” (Korona Karyncka), „Kärntner Tageszeitung” (Dziennik Karyncki), „Kleine Zeitung” (Mała Gazeta), i inne.

## Współpraca
Miejscowości partnerskie:
- Czerniowce, Ukraina
- Dachau, Niemcy
- Dessau-Roßlau, Niemcy
- Duszanbe, Tadżykistan
- Gladsaxe, Dania
- Gorycja, Włochy
- Laval, Kanada
- Nof ha-Galil, Izrael
- Nanning, Chiny
- Nova Gorica, Słowenia
- Rzeszów, Polska
- Sybin, Rumunia
- Tarragona, Hiszpania
- Venlo, Holandia
- Wiesbaden, Niemcy
- Zalaegerszeg, Węgry